# Disc de Vladikavkaz

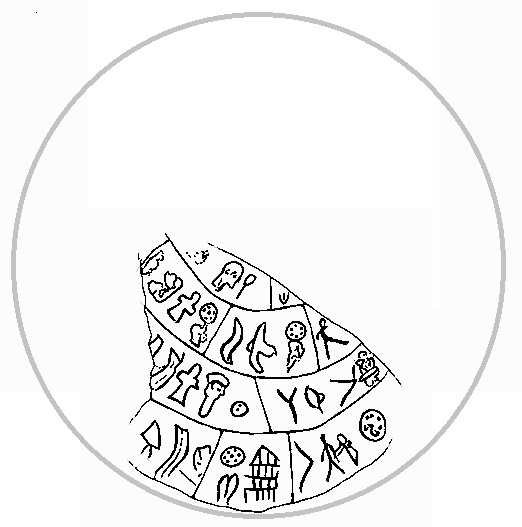
Representació dels símbols gravats en el fragment del disc

El Disc de Vladikavkaz és un bocí d'un disc d'argila descobert el 1992 a la ciutat de Vladikavkaz, a Ossètia del Nord-Alània, República d'Ossètia del Nord-Alània, al sud de la Rússia europea, en què hi han gravat símbols d'una llengua antiga o desconeguda.

## Descobriment
Al desembre de 1992, van descobrir-lo al soterrani d'una casa de Vladikavkaz construïda el 1880. El fragment el va portar al Museu de la República d'Ossètia del Nord el seu descobridor anònim. Després de romandre anys emmagatzemat, el 1996 el va examinar Vladimir Alexandrovich Kuznetsov, doctor en història, que el fotografià. Poc després, l'objecte va ser considerat una falsificació pel museu i el retornà al seu descobridor.
És fet d'argila, de color marró clar, i té una marca d'una taula visible al revers. La forma discoïdal es posa de manifest per la curvatura de la vora, que permet restituir-li un diàmetre de 10 cm. El gruix de l'objecte és de 1,1 cm al centre, i es redueix a mesura que s'acosta a la vora, fins a 0,5 cm. El fragment restant fa 5 cm de vora a centre.
Els camps són travessats per línies verticals i, per tant, dividits en sectors en els quals s'han dibuixat de tres a cinc signes. Sembla tractar-se d'una escriptura jeroglífica i, que si fos així, els sectors es correspondrien amb mots.

### Comparació amb el Disc de Festos
El Disc de Vladikavkaz s'ha comparat sovint amb el de Festos, que està dividit en quatre camps concèntrics, tallats per línies verticals, amb sectors que inclouen signes jeroglífics. A diferència del Disc de Festos, que està gravat en totes dues cares amb segells o motles per a cada signe i un punxó en les separacions, el Disc de Vladikavkaz està gravat a mà en una sola cara amb punxó. Per a la historiadora Efi Polighianaki, que fou qui al 1997 el donà a conéixer, no hi ha cap dubte que es feu servir el mateix sistema gràfic en tots dos discos. Si l'autenticitat del Disc de Festos s'ha qüestionat, l'aparició del Disc de Vladikavkaz ha tornat a donar-li versemblança i complexitat per la distància entre Creta i Vladikavkaz. Segons alguns autors, l'autenticitat implicaria contactes entre el món pòntic i la civilització cretomicènica.

### Desaparició del Disc de Vladikavkaz
L'autenticitat del disc s'ha qüestionat sobretot perquè va desaparéixer el 2001 i els seus estudis només poden fer-se a partir de fotografies.
El 2002 el subdirector de l'Institut d'Història i Arqueologia de la Universitat Estatal d'Ossètia del Nord, Nazim Guidjrati, acusà a Kuznetsov de ser ell mateix qui hauria modelat el fragment del Disc de Vladikavkaz durant una estada a Bakú i li demanà que en detingués la recerca.(4)